# باکایه ترائوره
باکایه ترائوره (انگلیسی: Bakaye Traoré؛ زادهٔ ۶ مارس ۱۹۸۵) بازیکن فوتبال اهل فرانسه است که در پست هافبک بازی می‌کند.
از باشگاه‌هایی که در آن بازی کرده‌است می‌توان به باشگاه فوتبال نانسی، باشگاه ورزشی کایسری ارجیسپور، باشگاه فوتبال فیورنتینا، باشگاه ورزشی آمیان، باشگاه فوتبال بورسااسپور، و باشگاه فوتبال آ.ث. میلان اشاره کرد.
وی همچنین در تیم ملی فوتبال مالی بازی کرده‌است.